# ディック・ウィリアムズ (野球エグゼクティブ)
リチャード・ウィリアムズ（Richard Williams 1971年 - ）は、MLBのシンシナティ・レッズの編成総責任者（2018年5月 - ）。
祖父と大叔父がレッズの主要オーナーだった時代がある。

## 来歴
オハイオ州シンシナティ出身で、バージニア大学卒業後は銀行投資家、ジョージ・W・ブッシュの大統領選の選対事務所での勤務などを経験した。
2006年からシンシナティ・レッズのフロント入りすると、野球ビジネス部門のデイレクターとして働き始める。2014年オフにはGM補佐に就任した。
2015年オフにはセントルイス・カージナルスの1990年代後半以降の常勝チームとなる礎を築いてきた名GMであるウォルト・ジョケッティが勇退することに伴い、GMに就任した。主力選手との安価での長期契約を上手くまとめるなど元々ビジネス関連の専門だった特徴を活かし、以後レッズの再建を着々と行う。2018年5月にGMの座をGM補佐のニック・クラールに譲り、編成総責任者としてより全体的な立場からレッズのチーム作りを担う立場となった。